# لبخندهای خاکی
لبخندهای خاکی یک فتوکلیپ محصول سال ۱۳۷۷ به نویسندگی امیر یوسفی و کارگردانی و تهیه‌کنندگی مسعود آب‌پرور می‌باشد .

## خلاصه داستان
این برنامه شامل داستان‌هایی از زبان یک راوی است دربارهٔ ماجراهایی که در اردوگاه برای اسرای جنگ ایران و عراق پیش می‌آمده که بازیگران اجرای این نمایش‌ها را به عهده دارند.

## بازیگران
- داود شیخ
- شهزاد صفوی
- صادق توکلی
- حمید پیشقدم
- مهران تقی‌زاده
- محسن زنگنه
- حسن آقاخانی
- محمد باری
- محمد شیخ
- حسن زارع
- جواد امجدی
- عباس قاصدی
- ذبیح ذبیح پور
- علیرضا تبدل‌خواه
- اسداله شادانلو
- سیدهادی آقائی نیارکی
- حسن مؤمنی
- علی بحرینی
- داود مهر لهجه‌نیک
- ماهان پوریان‌مهر
- مجید طباطبائی
- مهدی روزبهانی
- رضا اقبال‌دوست